# Cylapinae
Cylapinae – podrodzina pluskwiaków różnoskrzydłych z rodziny tasznikowatych (Miridae).